# Neobatrachus sudelli
Neobatrachus sudelli es una especie de anfibio anuro de la familia Limnodynastidae.

## Distribución geográfica
Esta especie es endémica de Australia. Habita en los estados de Victoria, Nueva Gales del Sur, este de Australia del Sur, sudeste del Territorio del Norte y el sur de Queensland.

## Descripción
Neobatrachus sudelli mide hasta 50 mm. Su coloración es muy variable, generalmente marrón pero a veces gris, amarillenta o rojiza con manchas irregulares. Su vientre es beige o blanco. A veces usa sus patas traseras para enterrarse en el suelo.
Los renacuajos miden en promedio 40 mm, pero algunos individuos alcanzan los 77 mm.

## Etimología
Esta especie lleva el nombre en honor a Jane Ann Sudell (1880-).

## Publicaciones originales
- Lamb, 1911: « Description of three new batrachians from southern Queensland ». Annals of the Queensland Museum, vol. 10, p. 26-28[6]
- Parker, 1940: « The Australasian frogs of the family Leptodactylidae ». Novitates Zoologicae, vol. 42, n.º 1, p. 1-107